# François-Georges Audierne
Pour les articles homonymes, voir Audierne (homonymie).
L'abbé François-Georges Audierne est un prêtre, historien et archéologue français né à Sarlat le 4 janvier 1798 et mort à Paris le 23 octobre 1891.

## Biographie
François-Georges Audierne est le fils de Henri-Louis Audierne, commissaire principal pour les opérations contributives et autres du district, et Guilherme Andrieux.
Il fait ses études à Sarlat où il a comme professeur de rhétorique et de philosophie François Jouannet au collège, qui lui donne le goût pour l'histoire locale. François Jouannet emmène son élève le jeudi et le samedi dans ses explorations à la recherche d'antiquités. François Jouannet conserve des relations suivies avec son ancien élève jusqu'à son décès, en 1846.
Il est ordonné prêtre à 22 ans par l'évêque d'Angoulême avec dispenses du pape. L'évêque lui confie la mission délicate de ramener la paix dans la ville de Barbezieux qui a été troublée par les propos qu'un vicaire de la ville avait adressé à des jeunes gens. Il est professeur au collège d'Angoulême pendant dix mois, sous-principal et aumônier.
En 1817, Alexandre-Charles-Louis-Rose de Lostanges-Sainte-Alvère est nommé évêque de Périgueux. L'évêque appelle l'abbé Audierne à Périgueux en qualité de secrétaire et son aumônier en 1821. Entre 1824 et 1828 et en 1830 l'évêque lui demande d'organiser l'enseignement primaire dans le diocèse. Il permet l'établissement d'une école normale à Périgueux contre l'avis du clergé. Le nombre d'instituteurs passe de 130 à 350. Il s'occupe aussi des écoles de filles bien que les ordonnances Frayssinous. Pendant quinze années, il est prédicateur pendant les visites pastorales. Il devient secrétaire général de l'évêché, chanoine honoraire, puis titulaire, vicaire général du diocèse. Pendant l'épiscopat de Mgr de Lostranges, âgé, l'abbé Audierne a assuré la charge du diocèse. Mgr de Lostranges avait prévu qu'il soit son successeur. À la mort de l'évêque, en août 1835, il a été désigné par le chapitre de la cathédrale, mais des interventions par le parti le plus religieux du diocèse auprès du ministre des cultes ont amené le roi à déchirer l'ordonnance de nomination. Thomas Gousset est nommé évêque de Périgueux. L'abbé Audierne perd alors tous ses titres et n'a conservé que le titre de chanoine de la cathédrale. Pour Ralph Gibson, son échec à l'épiscopat est dû à sa vie dissolue
En 1828 il visite le site du Pech-de-l'Azé. En 1834, il accompagne Arcisse de Caumont dans sa visite des monuments et des musées de Périgueux.
En 1836, il est l'adjoint de Joseph de Mourcin pour la direction du musée du Périgord installé par l'architecte Louis Catoire dans la chapelle des Pénitents blancs, au sud du cloître de la cathédrale Saint-Front. Pour intéresser le public, aux restes d'architecture qui se trouvent dans le « Musée vésunien » installé dans l'amphithéâtre, il ajoute la collection minéralogique de Cyprien-Prosper Brard et la collection de fossiles, ses haches, ses médailles, ses monnaies que lui a confiées François Jouannet.
Ses recherches archéologiques lui permettent de réunir une riche collection de médailles trouvées à Razac, Eymet, Gardonne, Mouleydie, Olivoux, Grojac, Tabernat, La Lonzie-Montastruc, Saint-Rome, La Gazeille, Vitrac, dans la vallée de la Cuze, à Lassagne, etc. et pendant les travaux de terrassement du canal de Périgueux. Un triens d'or portant le mot Gemeliaco est trouvé à Saint-Paul-la-Roche et montre que ce nom correspondait à Jumilhac. Cette pièce est acquise par la Bibliothèque nationale. Il prouve que des ateliers monétaires existaient à Vésone et Jumilhac. Il trouve à Thiviers une hélienne, monnaie frappée par Hélie II, comte de Périgord, fils de Boson II de la Marche, petit-fils de Boson le Vieux qui avait usurpé le droit de battre monnaie de l'évêque de Périgueux.
Ses études historiques l'amènent à s'intéresser à l'origine du christianisme dans le Périgord. Il montre que saint Front a été l'évangélisateur du Périgord mais qu'il n'a pas vécu au Ier siècle, mais au IIIe siècle. Il étaye ses arguments par la découverte en 1862 de pièces datant de Claude le Gothique dans des sépultures païennes à Vésone.
Nommé inspecteur des monuments historiques pour la Dordogne et correspondant du ministère de l'intérieur le 25 octobre 1839, il fait classer par l'État une vingtaine de monuments et obtient des fonds pour leur restauration, à Périgueux, l'amphithéâtre et la tour de Vésone, ce qui permet de les conserver au moment de l'établissement de la ligne de chemin de fer, la chapelle Saint-Jean de l'ancien palais épiscopal, la tour Mataguerre. À Brantome, il fait allouer un crédit de 40 000 francs pour restaurer l'abbaye. À Cadouin, il fait acheter le cloître avec l'appui du préfet et du conseil général. À Temniac, la chapelle de la maison de campagne de l'évêque de Sarlat peut redevenir une église.
Il ne s'intéresse pas seulement à la conservation des monuments, mais aussi à la sauvegarde des manuscrits. Il rachète les titres et chartes de l'abbaye de Sarlat, et sauvegarde des chartes du chapitre de la cathédrale Saint-Front, le manuscrit autographe des Philippiques de Lagrange-Chancel.
Le 14 avril 1843, le ministre de l'intérieur annoncé qu'une mention honorable lui est accordée pour le zèle éclairé avec lequel il remplit les fonctions gratuites de correspondant pour les monuments historiques. Il est nommé chevalier de la Légion d'honneur le 6 mai 1846.
À l'inverse du comte Wlgrin de Taillefer ou de François Jouannet, il n'écrit pas que pour un public savant, mais aussi pour un large public en écrivant Le Périgord illustré, guide de la Dordogne.
Sa candidature à la députation est envisagée après la révolution de 1848. Aux élections de 1848, l'évêque, Mgr George de La Massonnais, refuse de se présenter « et dissuade les ecclésiastiques de maintenir la leur ». Seul le chanoine Audierne passe outre. Il a alors une altercation avec Albert de Calvimont (préfet de la Dordogne en 1851) qui « saute à la gorge de l'abbé et le cogne contre une colonne ». Il a fréquenté des clubs et présenté sa profession de foi, sans succès,.
Un peu plus tard, l'évêque Jean-Baptiste-Amédée George de La Massonnais lui interdit l'entrée dans la cathédrale Saint-Front. Il se réfugie dans le château de la Mme de Lostange, à Lamonzie-Montastruc où il est resté une douzaine d'années. Il est revenu à Périgueux à l'occasion de la session à Périgueux du Congrès archéologique de France, en 1858. Alors que la session était prévue à l'hôtel de ville, l'évêque est intervenu pour qu'elle se déroule à l'évêché pour pouvoir empêcher sa participation. Un peu plus tard son canonicat lui est retiré. En décembre 1861, le fils aîné de Mme de Lostanges et son beau-frère de Vassal, sont venus au château pour l'obliger à le quitter. L'abbé Audierne s'est débattu et blessé dans cette tentative d'enlèvement qui a été arrêtée par les habitants du bourg de Lamonzie et le curé, l'abbé Bouyssou. Après s'être soigné à Bergerac, il est revenu à Périgueux et a demandé au nouvel évêque Mgr Charles-Théodore Baudry de retrouver son canonicat, sans succès.
Il part à Paris et descend chez les pères jésuites allemands, rue Lafayette. Il se consacre entièrement à l'étude et revoit des Périgourdins de passage à Paris. Un nouvel évêque est nommé à Périgueux en 1863, Mgr Dabert. Les Jésuites allemands proposent un accord à l'abbé Audierne qui le refuse. Il quitte Paris pour retourner à Périgueux en 1864 où un abbé de ses amis lui demande de retourner à Paris. Après avoir cédé des livres au séminaire de Périgueux, il ramène sa collection à Paris où il la vend. Il revient à Périgueux en 1868 pour faire des recherches avant de retourner à Paris.
L'abbé Audierne était membre de :
- la Société française pour la conservation des monuments de France, en 1835,
- la Société d'agriculture, sciences et arts de la Dordogne, en 1836,
- de la Société des Antiquaires de Normandie, en 1840,
- de la Société archéologique de Saintes, le 2 avril 1840,
- de l'Institut historique de France (classe des Beaux-Arts),
- de la Société internationale des Naufrages, le 12 juin 1843,
- de la Société d'Afrique, le 30 avril 1844,
- de la Société archéologique de la Charente, le 1er août 1845,
- de l'Académie de l'enseignement, en 1845,
- de la Société des arts et sciences de Carcassonne, en 1845,
- de la Société des sciences industrielles, arts et belles-lettres de Paris, en 1858,
- de la Société historique et archéologique du Périgord, en 1874.

## Distinctions
- Chevalier de l'ordre du Lys, le 3 février 1815,
- Chevalier de l'Éperon d'Or, le 17 novembre 1828,
- Chevalier de la Légion d'honneur, le 6 mai 1846[10].

## Publications
- Le Miracle de Migné ou observations sur l'apparition d'une croix dans cette paroisse, à la suite des exercices du Jubilé, imprimerie Dupont, Périgueux, 1827
- Du druidisme ou de l'état religieux du Périgord avant l'établissement du christianisme, imprimerie Dupont, Périgueux, 1834 (lire en ligne)
- « Notice sur les églises du département de la Dordogne, offrant quelque intérêt à la Société française pour la conservation des monuments », dans Bulletin monumental, 1834, t. 1, p. 187-211 (lire en ligne)
- « Notice historique sur les évêques de Périgueux », dans Calendrier administratif de la Dordogne, 1835, p. 142, 1836, p. 209
- Notice historique sur l'abbaye de Cadouin, son église et ses cloîtres, imprimerie Dupont, Périgueux, 1840 (lire en ligne)
- Notice historique sur la ville de Saint-Astier, son église et une ancienne chapelle, imprimerie Dupont, Périgueux, 1841 (lire en ligne)
- Notice historique sur Saint Front, apôtre du Périgord et sur la cathédrale de Périgueux, imprimerie Dupont, Périgueux, 1841 (lire en ligne)
- Notice historique sur l'abbaye de Brantôme, son église et son antique clocher, imprimerie Dupont, Périgueux, 1842 (lire en ligne)
- Rapport sur les établissements industrielles, 1843 (lire en ligne)
- Notice sur la ville de St-Cyprien son église et son ancien monastère, imprimerie Dupont, Périgueux, 1844 (lire en ligne)
- Notice historique et descriptive de l'église de Merlandes, imprimerie Dupont, Périgueux, 1847 (lire en ligne)
- Le Périgord illustré: guide monumental statistique, pittoresque et historique de la Dordogne, Imprimerie Dupont, Périgueux, 1851 (lire en ligne)
- Les Thermes de Vésune ou La Description des substructions récemment mises à découvert à Périgueux, imprimerie Dupont, Périgueux, 1857
- Ban et arrière-ban de la sénéchaussée de Périgord en 1557, ou la Noblesse du Périgord au XVIe siècle, imprimerie Dupont, Périgueux, 1857 (lire en ligne)
- Épigraphie de l'antique Vésone, ou l'Importance et la splendeur de cette cité, établies d'après ses inscriptions, imprimerie Dupont et Cie, Périgueux, 1858 (lire en ligne) (réimpression de textes parus dans les Annales agricoles et littéraires de la Dordogne en 1857 et 1858)
- De l'origine et de l'enfance des arts en Périgord ou de l'âge de la pierre dans cette province avant la découverte des métaux, imprimerie Dupont, Périgueux, 1863 (lire en ligne)
- Indication générale de grottes du département de la Dordogne, imprimerie Dupont, Périgueux, 1864 (lire en ligne)
- Anecdotes inédites sur Napoléon Ier et sur l'impératrice Joséphine, imprimerie Dupont, Périgueux, 1868 (lire en ligne)
- Oraison funèbre de Monseigneur de Lostanges, Saint-Alvère illustrissime et Révérendissime évêque de Périgueux, imprimerie J. Florez, Paris, 1872 (lire en ligne)
- Un mot sur La Boëtie, sa famille et la prononciation de son nom pendant mon cours séjours dans sa ville natale, imprimerie Michelet, Sarlat, 1875 (lire en ligne)